# Youcef Saïbi
Youcef Saïbi (en arabe : يوسف صايبي), (né le 22 août 1982 à Hussein Dey) est un footballeur algérien qui joue actuellement comme un avant-centre pour le CR Belouizdad.

## Carrière
- 2005-2006 :  WR Bentalha
- 2006-2008 :  JS Kabylie
- 2008-2009 :  USM El Harrach
- 2009 :  Al-Ahli Djeddah (prêté par l'USM El Harrach)
- 2009-2011 :  CR Belouizdad
- 2011-2012 :  NA Hussein Day
- depuis 2012 :  Al-Ahli Djeddah[1]

## Palmarès
- Champion d'Algérie en 2008 avec la Jeunesse sportive de Kabylie